# La Bocana, Veracruz
La Bocana är en ort i Mexiko.   Den ligger i kommunen Medellín och delstaten Veracruz, i den sydöstra delen av landet, 300 km öster om huvudstaden Mexico City. La Bocana ligger 12 meter över havet och antalet invånare är 310.
Terrängen runt La Bocana är mycket platt. Runt La Bocana är det mycket tätbefolkat, med 2 614 invånare per kvadratkilometer. Närmaste större samhälle är Veracruz, 14,3 km norr om La Bocana. 